# Staříč
Staříč är en ort i Tjeckien. Den ligger i den östra delen av landet, 280 km öster om huvudstaden Prag. Staříč ligger 322 meter över havet och antalet invånare är 1 906.
Terrängen runt Staříč är huvudsakligen platt, men söderut är den kuperad. Runt Staříč är det tätbefolkat, med 493 invånare per kvadratkilometer. Närmaste större samhälle är Ostrava, 16,5 km norr om Staříč. Runt Staříč är det i huvudsak tätbebyggt.